# Adelphus

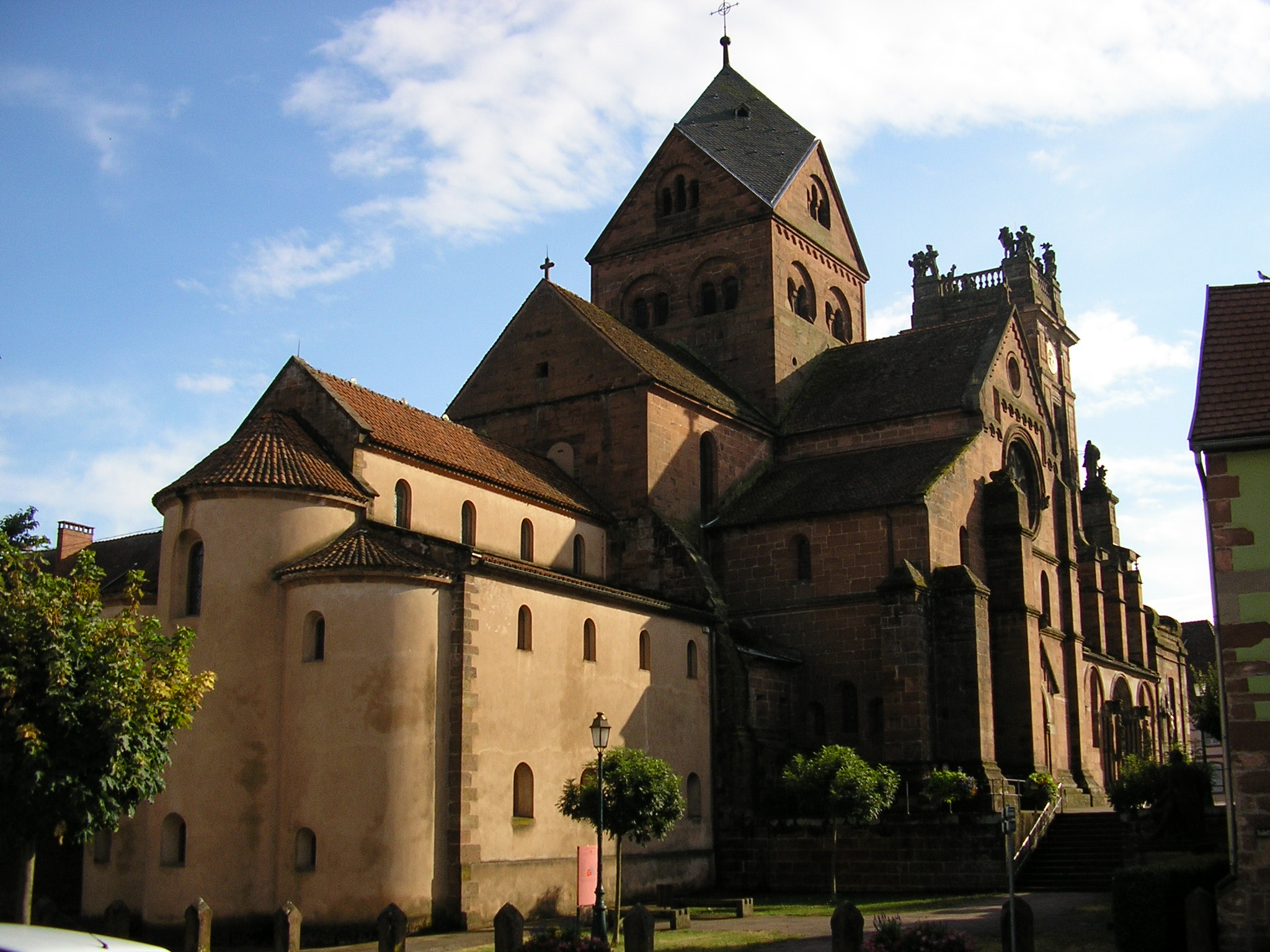
Sint-Petrus- en Pauluskerk in Neuwiller-lès-Saverne

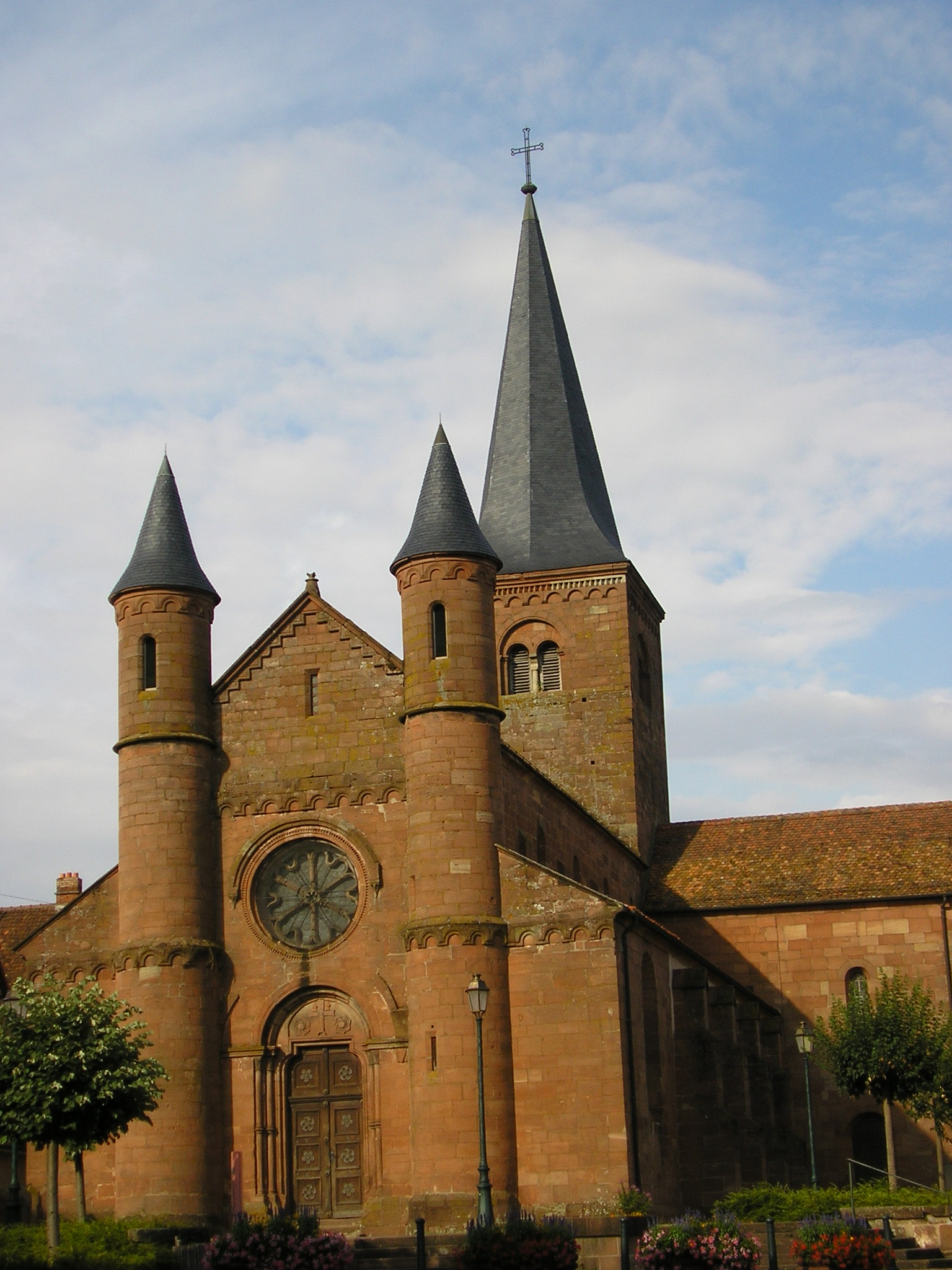
Adelphuskerk in Neuwiller-lès-Saverne

Adelphus van Metz (4e eeuw-5e eeuw) was bisschop van Metz. Adelphus wordt afgebeeld als bisschop met een kerk in zijn hand. Hij is in 1969 geschrapt uit de heiligenkalender. Zijn feestdag was op 29 augustus. In de kathedraal van Metz wordt hij echter nog steeds wordt herdacht op 30 augustus, terwijl in Neuwiller-lès-Saverne, waar hij begraven ligt, 1 september geldt als feestdag.
Over het leven van Adelphus is niets met zekerheid bekend. Evenals aan vele heiligen werden aan hem wonderen toegeschreven, zoals het opwekken van doden, duiveluitdrijvingen en het helen van kranken. Over Adelphus wordt geschreven dat hij een bezoek bracht aan Ravenna, waar hij luisterde naar de welbespraakte aartsbisschop Petrus Chrysologus. Na zijn dood zou hij bijgezet zijn in de abdijkerk Sint-Clemens in Metz. Op 17 mei 836 (mogelijk 826) werden zijn beenderen in opdracht van bisschop Drogo van Metz overgebracht naar de benedictijnerabdij Neuwiller-lès-Saverne in de Elzas. Op deze wijze hoopte het bisdom haar invloed in deze streek te vergroten, aangezien de relieken van de heilige veel door bedevaartgangers bezocht werden.
In de elfde eeuw werd een speciale stiftskerk gebouwd voor hem. Toen deze kerk in de zestiende eeuw aan de protestanten werd toegewezen, keerde zijn stoffelijk overschot weer terug naar de abdijkerk, momenteel de katholieke Petrus- en Pauluskerk. Hier zijn ook vier wandtapijten met verhalen uit het leven van de heilige te zien.